# Lilla Gäddtjärnen (Vikers socken, Västmanland)
Lilla Gäddtjärnen är en sjö i Nora kommun i Västmanland och ingår i Norrströms huvudavrinningsområde.